# Navy Island
Navy Island je ostrov v kanadské provincii Ontario. Má rozlohu 1,28 km² a není obydlen. Leží na řece Niagara a úzký průliv ho odděluje od většího ostrova Grand Island, který patří Spojeným státům americkým. Ostrov vznikl po ústupu wisconsinského zalednění.
Podle archeologických nálezů toto místo již před čtyřmi tisíci lety obývali Lamokové. Francouzští kolonizátoři zde zřídili loděnici a nazvali ostrov Île de la Marina. V důsledku Pařížské smlouvy se stal roku 1763 britskou državou a dostal současný název. V prosinci roku 1837 zde William Lyon Mackenzie vyhlásil nezávislou Kanadskou republiku, avšak jeho vzpoura byla do měsíce potlačena.
Koncem devatenáctého století na ostrově vzniklo několik zemědělských usedlostí a hotel pro turisty, který vyhořel v roce 1910 a Navy Island se vylidnil. V roce 1921 byl ostrov prohlášen kanadskou národní historickou památkou, od roku 1938 je chráněným územím a vstup na něj je možný pouze s povolením od Niagara Parks Commission. Ostrov je porostlý ořechovci a duby a žijí na něm jeleni. 
Po druhé světové válce bylo navrženo, aby se ostrov stal sídlem Organizace spojených národů, díky pozemkům poskytnutým Rockefellerovou nadací však nakonec dostal přednost Manhattan.